# گلوبال فورس
گلوبال فورس (انگلیسی: Global Force) شرکت سرگرمی آمریکایی است، که در سال ۲۰۱۴ تأسیس شد.